# Strahlenresistenz
Die Strahlenresistenz (auch Strahlenhärte) beschreibt die relative Unempfindlichkeit eines organischen oder anorganischen Materials gegenüber Strahlungseinwirkung.

## Technische Bauteile
Die Strahlenresistenz spielt z. B. eine Rolle bei technischen Bauteilen, die in einem Strahlungsfeld (bspw. im Weltraum oder in kerntechnischen Anlagen) zur Anwendung kommen und deren Funktionsweise sich durch Einwirkung von Strahlung ändert.
Beispielsweise werden in Experimenten der Elementarteilchen- und Kernphysik häufig Lichtleiter und Szintillatoren (vielfach aus polymeren Materialien), sowie Halbleiterbauelemente (bspw. Silicon-on-Sapphire) als Nachweismaterialien verwendet. Dabei kann die Strahlung je nach Art, Intensität und Dauer der Einwirkung zu Veränderungen der Funktionsweise der Bauteile führen. Die genaue Kenntnis der Strahlenresistenz ist deshalb eine Voraussetzung für den erfolgreichen Einsatz der Bauteile in diesen Experimenten.

## Biologie und Medizin
Die Strahlenresistenz hat eine besondere Bedeutung in der Biologie und der Medizin, bspw. bei dem Verständnis von energiereicher Strahlungseinwirkung auf chemische, biologische Substrate und Mikroorganismen (siehe z. B. Deinococcus radiodurans), oder auf den biologischen Organismus, insbesondere mit Blick auf medizinische Anwendungen, wie z. B. in der Radiologie.
Bei der Strahlentherapie wird in dem bestrahlten Gewebe die Apoptose aktiviert. Krebszellen mancher Tumorarten können die Apoptose blockieren und sind daher nicht strahlensensibel. Im April 2008 wurde in Science ein Artikel über den Arzneistoff Entolimod veröffentlicht, der beschreibt, wie man eventuell medikamentös die Apoptose in gesundem Gewebe ausschalten könnte, um Strahlenschäden bei einer Strahlentherapie zu verringern. Auch im Falle von Atomunfällen oder -anschlägen könnte eine derartige Methode eingesetzt werden. In Mausversuchen überlebten fast neunzig Prozent der Tiere eine ansonsten für sie tödliche Dosis von 13 Gray.
Im Allgemeinen gelten vor allem keimendes Leben und Kinder als strahlenempfindlicher als Erwachsene.